# Ió de Quios
Ió de Quios, en llatí Ion, en grec antic Ἴων, fou un dels cinc poetes atenencs tràgics del cànon i també va compondre també altra mena de poesies, obres en prosa d'història i filosofia. Estrabó l'esmenta com una personalitat de l'illa. Va viure al segle V aC.
Era fill d'Ortòmenes, però va rebre el renom de fill de Xutos que segurament era el renom del seu pare i es referia al pare del mític ancestre dels jonis que portava el seu mateix nom (Ió). Va anar de jove a Atenes i va ser amic de Cimó II del que parla elogiosament a les seves obres mentre critica Pèricles que hauria estat rival seu en l'amor d'una dona, segons diu Plutarc. També va tenir relacions familiars amb Èsquil, però no va publicar tragèdies fins que aquest va morir. El mateix poeta diu que es va trobar amb Sòfocles, però això fou a Quios, quan l'atenenc dirigí l'expedició a Samos l'any 440 aC.
Va escriure la seva primera tragèdia el 452 aC i en un concurs en el que participaven Eurípides i Iofont va quedar tercer. Només va guanyar un premi una vegada, sembla que en una festa Dionísia, i la tradició diu que al mateix concurs va guanyar el premi de ditiràmbics i el de tragèdies i va regalar a cada atenenc un càntir de vi de Quios. Va morir abans del 421 aC, segons es desprèn de La Pau d'Aristòfanes, estrenada aquell any.
El nombre de les seves tragèdies és entre 12 i 40 segons les fonts. Es coneixen els títols d'onze:
- Ἀγαμέμνων, Agamèmnon
- Ἀλκμήνη, Alcmena
- Ἀργεῖοι, Els Argius
- Μέγα Δρᾶμα, El gran drama, potser una sàtira
- Φρουροί, Els guardians
- Φοῖνιξ ἢ Καινεύς, Fènix i Ceneu
- Φοῖνιξ δεύτερος, El segon Fènix
- Τεῦκρος, Teucre
- Ὀμφάλη (drama satíric), Òmfale
- Εὐρυτίδαι, Els Eurítides, els fills d'Èurit
- Λαέρτης, Laertes

Va escriure també poemes lítics, comèdies, epigrames, himnes, elegies i altres. Les seves obres en prosa, esmentades per Aristòfanes, són:
- πρεσβευτικόν,, Els ambaixadors
- Χίον κτίσις (històrica), A imitació d'Heròdot, segurament era la mateixa que l'obra συγγραφή que cita Pausànias.
- κοσμολογικός, obra a la que altres autors anomenen τριαγμός o τριαγμοί, i tracta sobre la constitució de les coses que s'agrupen de tres en tres, concepte atribuït a Orfeu.
- ὑπομνήματα, Un relat sobre els seus viatges i sobre l'arribada d'homes il·lustres a Quios.

En va escriure d'altres que no es coneixen.